# Mycetophila parasubfusca
Mycetophila parasubfusca är en tvåvingeart som beskrevs av Duret 1981. Mycetophila parasubfusca ingår i släktet Mycetophila och familjen svampmyggor. Inga underarter finns listade i Catalogue of Life.